# 藤原師信
藤原 師信（ふじわら の もろのぶ）は、平安時代中期から後期にかけての貴族。権大納言・藤原経輔の四男。官位は正四位上・播磨守。

## 経歴
後冷泉朝にて左兵衛佐を務める。白河朝で備後守・丹後守と地方官を歴任した。
寛治2年（1088年）堀河天皇の朝覲行幸によって勧賞されて正四位上に叙される。寛治3年（1089年）内蔵頭として賀茂臨時祭の記事に名がある。寛治5年（1091年）播磨守を兼ねる。寛治6年（1092年）公卿議の間、東方に赤雲が有った際、師信が夢想があったと告げている。寛治7年（1093年）正月に昇殿を許され、同年2月に郁芳門院院別当に任ぜられる。その後、修理権大夫を務めた。
寛治8年（1094年）正月10日に飲水病により卒去。享年54。最終官位は正四位上行修理権大夫播磨守。
媞子内親王の院別当を務めた際、『執行万事』と評されている。

## 官歴
- 康平3年（1060年） 7月17日：見左兵衛佐[5]
- 承保4年（1077年） 9月19日：見備後守[6]
- 承暦4年（1080年） 5月18日：前備後守[6]
- 時期不詳：正四位下
- 応徳元年（1084年） 日付不詳：丹後守[7]
- 寛治2年（1088年） 正月19日：正四位上（堀河天皇朝覲行幸賞）[8]。
- 寛治3年（1089年） 正月5日：見内蔵頭[9]
- 寛治4年（1090年） 正月16日：見丹後守[8]
- 寛治5年（1091年） 正月28日：兼播磨守[10]
- 寛治6年（1092年） 11月7日：見修理権大夫内蔵頭播磨守[11]
- 寛治7年（1093年） 正月25日：昇殿[8]。2月10日：郁芳門院院別当[8]
- 寛治8年（1094年） 正月10日：卒去（正四位上行修理権大夫播磨守）[8]

## 系譜
- 父：藤原経輔
- 母：藤原資業の娘
- 妻：藤原頼宗の娘
  - 男子：藤原公衡
- 妻：藤原良綱の娘
  - 男子：藤原基信
- 妻：安楽寺別当増守の娘[12]（または増秀[13][14]）
  - 男子：藤原経忠（1075-1138）
- 妻：不詳
  - 男子：春円（または春国[3]）

師信自身は正四位上に留まり公卿に昇っていないが、子の経忠や孫の忠能を始め、多くの公卿が出ている。また、坊門家や羽林家の水無瀬家、さらに支流として七条家、町尻家、桜井家、山井家など、多くの堂上家を輩出した。